# WR 25
WR 25(HD 93162)는 격렬하게 항성이 태어나는 용골자리 성운 내에 있는 볼프-레이에별이자 쌍성계이다. 트럼플러 16 성단 내부에 있으며 지구로부터 약 10,500 광년 떨어져 있다.

## 상세
쌍성계 중 주인별은 근처 이웃별인 용골자리 에타보다 훨씬 더 밝은데 이것이 짝별의 도움 없이 혼자만의 밝기인지는 확실하지 않다. 구체적 밝기는 태양의 약 630만 배이며 트럼플러 16 성단의 남쪽 끝부분을 밝히고 있다. 상기 수치를 도출하는 데 사용한 모형은 쌍성계에 적용하기에는 적합하지 않으며, 논문 저자는 '쌍성계 중 짝별이 전체 밝기에서 차지하는 비율은 약 15 퍼센트 이상이다.'라고 밝혔다. 따라서 주인별의 밝기는 매우 불확실하다. 예전 이온화 플럭스에 기초하여 측정했던 측정치는 태양밝기의 약 150만 배였다.
짝별은 젊고 뜨거우며 무거운 별로, WR+O 또는 WR+WR 등 다른 볼프-레이에별 쌍성계 짝별들의 모습과 흡사하다. 양쪽 별에서 나오는 항성풍은 서로 충돌하여 강렬한 엑스선을 만들어낸다. 두 별은 타원 궤도를 그리면서 질량중심을 돌고 있으며 공전주기는 약 208일이다.
아주 밝은 별임에도 이 별과 지구 사이에 성간구름이 있어 별에서 나오는 빛을 가리므로 맨눈으로는 볼 수 없으며, 엑스선이나 적외선으로 관측해야 보인다.
이 별 주위에는 긴 호 및 끈 형태의 천체구조가 있으며 이들은 항성으로부터 멀어지고 있다.

## 같이 보기
- R136a1
- 피스톨별
- WR 102ka
- 질량이 큰 항성 목록